# José Carreras Gala
Die José Carreras Gala ist eine seit 1995 jährlich im Dezember im Fernsehen übertragende Benefiz-Veranstaltung zu Gunsten der Deutschen José Carreras Leukämie-Stiftung für den Kampf gegen Leukämie sowie gegen andere schwere Blut- und Knochenmarkserkrankungen.
Die 1. José Carreras Gala fand im Dezember 1995 in Leipzig statt und wurde vom MDR in der ARD übertragen. Die nationalen und internationalen Künstler, die damals an der Seite von José Carreras für den guten Zweck auftraten, waren unter anderem Die drei Tenöre mit José Carreras, Plácido Domingo und Luciano Pavarotti, Montserrat Caballé, Klaus Meine, Udo Jürgens, Sarah Brightman, Bonnie Tyler, Die Prinzen, Chris de Burgh, Anne Sophie Mutter und Kim Wilde.
Seitdem findet die Gala jährlich statt und es treten jeweils bekannte Künstler auf. Während der Sendung haben die Fernsehzuschauer die Möglichkeit, über eine Hotline anzurufen und zu spenden. 
Insgesamt hat die José Carreras Leukämie-Stiftung über die José Carreras Gala und weitere Spendenaktionen in den vergangenen drei Jahrzehnten über 235 Millionen Euro an Spenden gesammelt und über 1.400 Forschungs- und Sozialprojekte finanziert.